# Spilogona imitatrix
Spilogona imitatrix este o specie de muște din genul Spilogona, familia Muscidae. A fost descrisă pentru prima dată de Malloch în anul 1921. Conform Catalogue of Life specia Spilogona imitatrix nu are subspecii cunoscute.